# Скарлатти, Джорджо
Джо́рджо Скарла́тти (итал. Giorgio Scarlatti, 2 октября 1921, Рим — 26 июля 1990, Рим) — итальянский автогонщик, выступавший в гонках спортивных автомобилей, пилот Формулы-1.

## Биография
Джорджо Скарлатти родился 2 октября 1921 года в Риме. Выступать в автоспорте он начал после Второй мировой войны. В 1954 Скарлатти принял участие в Gran Premio Supercortemaggiore в Монце, заняв в нём 13 место за рулём Maserati Maserati A6GCS. В 1955 году он дебютировал в Targa Florio за заводскую команду Maserati. Скарлатти занял в гонке 8 место. Также Джорджо занял третье место в гонках в Бари и Казерте.
В 1956 Джорджо Скарлатти приобрёл Ferrari 500. На ней он финишировал 4-м в Гран-при Неаполя. Также Скарлатти начал выступать в Формуле-1. Его дебют состоялся на Гран-при Монако 1956 года, где гонщик не смог пройти квалификацию. Скарлатти выступал в Гран-при Германии 1956 года за Scuderia Centro Sud. Уже на первом круге он сошёл с дистанции из-за проблем с двигателем. В Targa Florio 1956 года Джорджо Скарлатти занял четвёртое место.
В 1957 Скарлатти выступал за основную команду Maserati. Он дебютировал в Ле-Мане, а также провёл четыре гонки Формулы-1. В Гран-при Италии, последнем этапе сезона 1957, он набрал своё единственное очко в Формуле-1. Джорджо Скарлатти разделил 5 место с Харри Шеллом, отдав ему автомобиль после того, как Шелл сошёл с дистанции. В 1958 Скарлатти провёл две гонки Формулы-1 на собственной Maserati 250F. Он добился своего лучшего результата в Targa Florio, разделив 2 место с Жаном Бера.
Скарлатти продолжил ездить в Формуле-1 на частной Maserati 250F в 1959. В Гран-при Италии он выступал за Cooper, заменяя травмированного Мастена Грегори, однако занял лишь 12 место. Скарлатти выступал за Scuderia Ferrari в Ле-Мане 1959. В 1960 и 1961 Джорджо Скарлатти был пилотом частных Maserati и Cooper. Его последней гонкой Формулы-1 стал Гран-при Франции 1961 года.
Джорджо Скарлатти выиграл 4 часа Пескары 1961 вместе с Лоренцо Бандини. После завершения карьеры в Формуле-1 он занял 4 место в Targa Florio 1962. Также в 1962 Джорджо в последний раз выступил в Ле-Мане. За всю карьеру он так и не смог финишировать в серии. В 1963 в своей последней Targa Florio Скарлатти пришёл шестым.
Джорджо Скарлатти скончался 26 июля 1990 в Риме.

## Статистика выступлений в автоспорте

### ЧМ Формулы-1
| Легенда к таблице |                                                                    |
| --- | ------------------------------------------------------------------ |
| В таблице перечислены результаты всех Гран-при Формулы-1, в которых принимал участие гонщик. Строками таблицы являются сезоны, столбцами — этапы чемпионата мира. В каждой клетке указаны сокращённое название этапа и результат, дополнительно обозначенный цветом. Расшифровка обозначений и цветов представлена в нижеследующей таблице. |                                                                    |
| \| Пример \| Описание \| \| ------------ \| ------------------------------------------------------------------ \| \| 1 \| Победитель \| \| 2 \| Второе место \| \| 3 \| Третье место \| \| 5 \| Финишировал, заработав очки \| \| Сход \| Не финишировал, но при этом заработал очки \| \| 12 \| Финишировал, не получив очков \| \| НКЛ \| Финишировал, но не попал в финальную классификацию \| \| 15 \| Участвовал вне зачёта, либо по отдельной классификации \| \| 18 \| Не финишировал, но попал в финальную классификацию \| \| Сход \| Не финишировал \| \| НКВ \| Не прошёл квалификацию \| \| НПКВ \| Не прошёл предквалификацию \| \| ДСК \| Дисквалифицирован \| \| ИСК \| Исключён из протокола соревнований \| \| ТТ \| Заявлен для участия только в тренировках \| \| НС \| Участвовал в квалификации, но не стартовал в гонке \| \| Т \| Травмирован или болен \| \| ОТК \| Отказ от участия \| \| НТР \| Прибыл на соревнования, но на трассу не выезжал \| \| НПР \| Был заявлен в числе участников, но не прибыл к началу соревнований \| \| О \| Соревнования отменены \| \| \| Не участвовал \| \| Поул-позиция \| \| \| Быстрый круг \| \| |                                                                    |
| Пример | Описание                                                           |
| 1 | Победитель                                                         |
| 2 | Второе место                                                       |
| 3 | Третье место                                                       |
| 5 | Финишировал, заработав очки                                        |
| Сход | Не финишировал, но при этом заработал очки                         |
| 12 | Финишировал, не получив очков                                      |
| НКЛ | Финишировал, но не попал в финальную классификацию                 |
| 15 | Участвовал вне зачёта, либо по отдельной классификации             |
| 18 | Не финишировал, но попал в финальную классификацию                 |
| Сход | Не финишировал                                                     |
| НКВ | Не прошёл квалификацию                                             |
| НПКВ | Не прошёл предквалификацию                                         |
| ДСК | Дисквалифицирован                                                  |
| ИСК | Исключён из протокола соревнований                                 |
| ТТ | Заявлен для участия только в тренировках                           |
| НС | Участвовал в квалификации, но не стартовал в гонке                 |
| Т | Травмирован или болен                                              |
| ОТК | Отказ от участия                                                   |
| НТР | Прибыл на соревнования, но на трассу не выезжал                    |
| НПР | Был заявлен в числе участников, но не прибыл к началу соревнований |
| О | Соревнования отменены                                              |
| | Не участвовал                                                      |
| Поул-позиция |                                                                    |
| Быстрый круг |                                                                    |

| Сезон | Команда                   | Шасси            | Двигатель                        | Ш | 1        | 2        | 3        | 4        | 5   | 6      | 7        | 8      | 9        | 10  | 11  | Место | Очки |
| ----- | ------------------------- | ---------------- | -------------------------------- | - | -------- | -------- | -------- | -------- | --- | ------ | -------- | ------ | -------- | --- | --- | ----- | ---- |
| 1956  | Giorgio Scarlatti         | Ferrari 500      | Ferrari 500 2,0 L4               | P | АРГ      | МОН НКВ  | 500      | БЕЛ      | ФРА | ВЕЛ    |          |        |          |     |     | —     | 0    |
| 1956  | Scuderia Centro Sud       | Ferrari 500      | Ferrari 500 2,0 L4               | P |          |          |          |          |     |        | ГЕР Сход | ИТА    |          |     |     | —     | 0    |
| 1957  | Officine Alfieri Maserati | Maserati 250F    | Maserati 250F 2,5 L6             | P | АРГ      | МОН Сход | 500      | ФРА      | ВЕЛ | ГЕР 10 | ПЕС 6    | ИТА 5  |          |     |     | 20    | 1    |
| 1958  | Giorgio Scarlatti         | Maserati 250F    | Maserati 250F 2,5 L6             | P | АРГ      | МОН Сход | НИД Сход | 500      | БЕЛ | ФРА    | ВЕЛ      | ГЕР    | ПОР      | ИТА | МАР | —     | 0    |
| 1959  | Scuderia Ugolini          | Maserati 250F    | Maserati 250F 2,5 L6             | D | МОН НКВ  | 500      | НИД      | ФРА 8    | ВЕЛ | ГЕР    | ПОР      |        |          |     |     | —     | 0    |
| 1959  | Cooper Car Company        | Cooper T51       | Coventry Climax FPF 2,5 L4       | D |          |          |          |          |     |        |          | ИТА 12 | США      |     |     | —     | 0    |
| 1960  | Giorgio Scarlatti         | Maserati 250F    | Maserati 250F 2,5 L6             | D | АРГ Сход |          |          |          |     |        |          |        |          |     |     | —     | 0    |
| 1960  | Scuderia Castellotti      | Cooper T51       | Castellotti (Ferrari 106) 2,5 L4 | D |          | МОН НКВ  | 500      | НИД      | БЕЛ | ФРА    | ВЕЛ      | ПОР    |          |     |     | —     | 0    |
| 1960  | Scuderia Centro Sud       | Cooper T51       | Maserati 250S 2,5 L4             | D |          |          |          |          |     |        |          |        | ИТА Сход | США |     | —     | 0    |
| 1961  | Scuderia Serenissima      | De Tomaso F1 001 | OSCA Tipo 372 1,5 L4             | D | МОН      | НИД      | БЕЛ      | ФРА Сход | ВЕЛ | ГЕР    | ИТА      | США    |          |     |     | —     | 0    |

### Комментарии
1. ↑  До 1990 года в зачёт чемпионата мира в гонках Формулы-1 шли не все очки, заработанные гонщиком, а лишь несколько лучших результатов (см. Система начисления очков в Формуле-1). Число вне скобок означает очки, зачтённые в чемпионате, число в скобках обозначает общее количество очков, заработанных гонщиком в сезоне.
2. ↑  После 42 круга Скарлатти передал автомобиль Шеллу.
3. ↑  После 50 круга передал автомобиль Шеллу. Гонщики разделили очки за 5 место.